# Koekelare

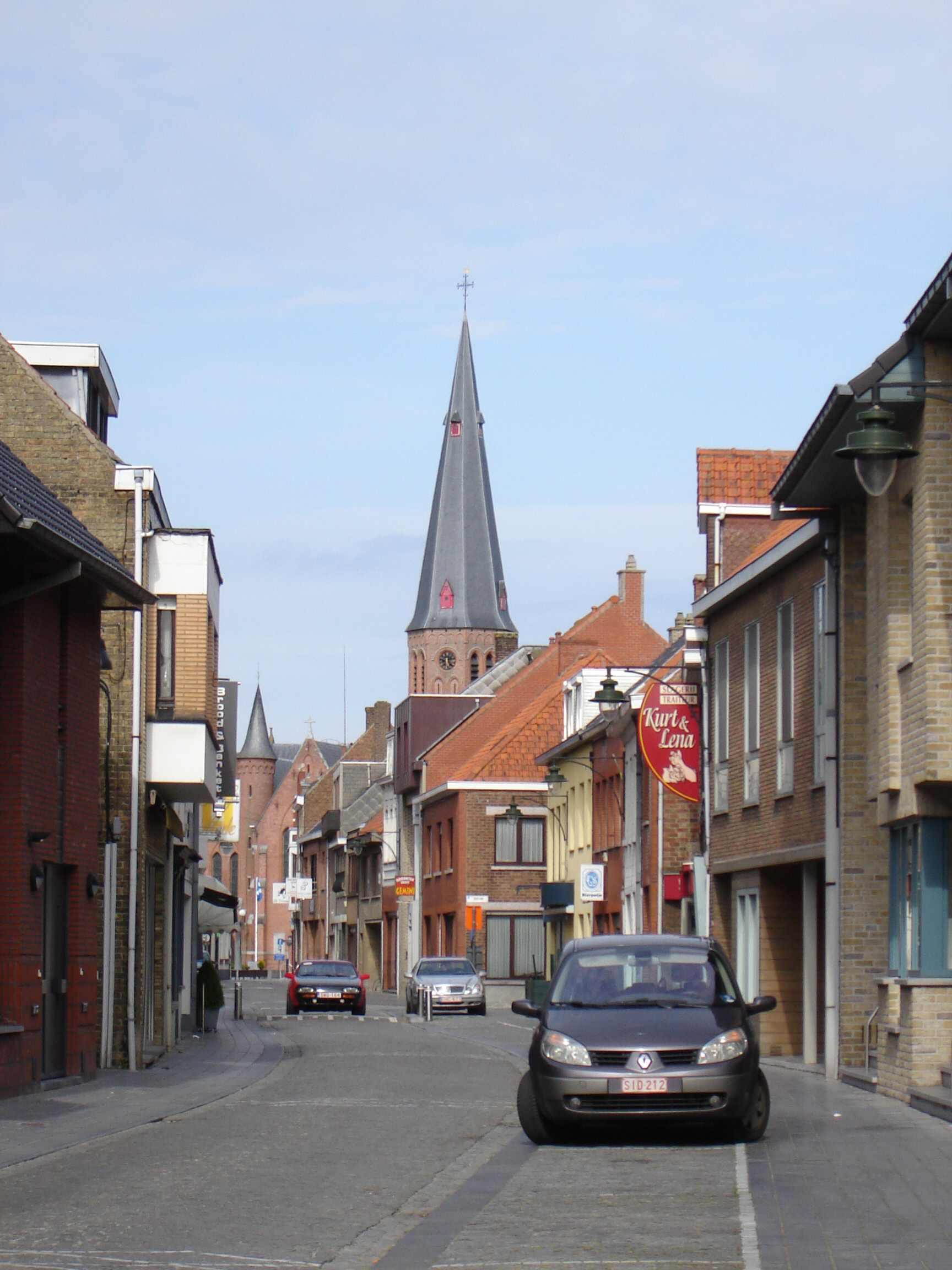
Dorpsstraat in Koekelare met Sint-Martinuskerk

Koekelare is een plaats en gemeente in de Belgische provincie West-Vlaanderen. Deze gemeente in de Westhoek telt ruim 8.000 inwoners.
Koekelare vormt de overgang van de Westhoek en De Polders met het Houtland en ligt op 18 km van de kust, binnen de driehoek Diksmuide, Torhout en Gistel.

## Geschiedenis
Uit archeologische restanten van een aantal grafvelden met kringvormige brandgraven, bleek dat in het gebied al voor 2000 v. C. bronstijdboeren leefden. Teruggevonden keramiek en sporen van ijzerbewerking wijzen ook op een blijvende bewoning in de Keltische ijzertijd.
Door het gebied liep in de Gallo-Romeinse periode de Brugse Heirweg, en ook de Steenstraat, een deel van de zuidgrens van de huidige gemeente, zou een belangrijke Romeinse legerweg geweest zijn. Ook uit die periode werden scherven, een brandgraf en karrensporen teruggevonden. Na de Romeinse periode werd het gebied Frankisch, en van toen zou de naam Coclars dateren. Het woord "coc" of "kook" stond voor een heuvel of een verhevenheid en het toponiem "lars" of lare is open plek in een bebost, moerassig gebied.
De oudste geschreven vermeldingen dateren uit 847. Koning Karel II de Kale zou daar bevestigen in een oorkonde dat benedictijnen van Sint-Amand in het huidige Noord-Frankrijk de villa Koekelare kregen: 'in territorio Menap quod nunc Mempiscum appellant ... Cokenlare' (Recueil des actes de Charles II le Chauve, roi de France, red. Ferdinand Lot, 1943, nr. 92). De streek werd door deze monniken gekerstend en Martinus werd als patroonheilige gekozen. Het gebied werd door Noormannen geplunderd op het eind van de 9de eeuw. Als bescherming werd in een kromming van de Sint-Maartensbeek een vluchtburcht opgericht, waar later het Oosthof zou worden ingericht.
Vanaf de 12de eeuw werd het rustiger in de streek. In het noorden lag nog een woest gebied, de Utfanc. De ontginning hiervan werd door de graaf van Vlaanderen aangemoedigd en de parochie werd geschonken aan de benedictijnen van Sint-Omaars, die er een priorij inrichtten. Koekelare had in die periode een centrumfunctie en in de 14e eeuw werd het het centrum van een ambacht dat de dorpen Koekelare, Ichtegem, Eernegem en Aartrijke omvatte. De heren resideerden op het Oosthof. Het wapenschild van de gemeente werd door een heer van Koekelare, Walter IV, in 1252 meegebracht van een kruistocht. Het schild toont drie zilveren bezanten op een azuren veld en bleef later gebruikt worden als schild voor de dorpen van het toenmalige ambacht.
Koekelare bleef een lokaal centrum in de Nieuwe Tijd. Er werd een leprozerie voor de streek opgericht in het dorp, op beslissing van de schepenbank van het Brugse Vrije. Op het einde van de 16de eeuw werd de streek getroffen door de godsdienstonlusten en werd de kerk door de geuzen verwoest. De bevolking in de parochie nam fors af. Rond 1500 lag het bevolkingscijfer nog rond 1500, maar een eeuw later was dit al meer dan gehalveerd. Vanaf het midden van de 18de eeuw nam de bevolking weer toe en rond de Belgische onafhankelijkheid was het gestegen tot 3500 - 4000 inwoners. Een gehucht rond de herberg Mokker kende een sterke groei. De wijk kende vooral armen en werd in 1925 een zelfstandige parochie. In de 19de eeuw trokken veel mannen als seizoensarbeider naar Noord-Frankrijk, de fransmans, tot er rond 1970 weer meer werkgelegenheid in eigen streek kwam.
Na de Eerste Wereldoorlog werd de gemeente getekend door de verzuiling. In de jaren 1930-31 haalde er een felle schoolstrijd de nationale pers. Na de gemeenteraadsverkiezingen van oktober 1952 vond meermaals een herstemming plaats die de machtsverhouding tussen de katholieken en de liberalen bepaalde. Bij de gemeentelijke herindeling van 1971 werden aan de fusiegemeente Koekelare ook Bovekerke en Zande toegevoegd.

## Kernen

Koekelare, deelgemeenten en buurgemeenten. De gele gebieden zijn bebouwde kernen.

Naast Koekelare-centrum liggen binnen de gemeente ook nog de parochies Bovekerke, Zande en De Mokker (IV). Bovekerke en Zande zijn deelgemeenten die vroeger zelfstandig waren, De Mokker is een kern en parochie die bij de hoofdgemeente Koekelare hoort. Deze dorpen komen overeen met de katholieke parochies Sint-Martinus (Koekelare), Sint-Gertrudis (Bovekerke), Sint-Andries (Zande) en Heilige Pastoor van Ars (De Mokker). Koekelare ligt in het dekenaat Torhout, deel van het Bisdom Brugge.
| # | Naam           | Opp. (km²) | Inwoners (2020) | Inwoners per km² | NIS-code |
| - | -------------- | ---------- | --------------- | ---------------- | -------- |
| 1 | Koekelare (I)  | 28,57      | 7.483           | 262              | 32010A   |
| 2 | Bovekerke (II) | 5,48       | 1.009           | 184              | 32010B   |
| 3 | Zande (III)    | 5,39       | 266             | 49               | 32010C   |

De gemeente Koekelare grenst aan de volgende dorpen:
- a. Handzame (meer bepaald deelparochie Edewalle(gemeente Kortemark)
- b. Werken (gemeente Kortemark)
- c. Vladslo (stad Diksmuide)
- d. Leke (stad Diksmuide)
- e. Sint-Pieters-Kapelle (gemeente Middelkerke)
- f. Zevekote (stad Gistel)
- g. Moere (stad Gistel)
- h. Eernegem (gemeente Ichtegem)
- i. Ichtegem (gemeente Ichtegem)

## Bezienswaardigheden

### Musea
- Fransmansmuseum
- Lange Max Museum
- Käthe Kollwitz Museum

### Het Motepark
Het park De Mote is een 6 hectare groot domein dat bestaat uit een bos en een visvijver. Het bos reikt tot tegen de markt en het gemeentehuis, en de wandel- en fietspaden verbinden het dorpscentrum met de gemeentelijk sporthal, de visvijver, het speelplein en de sportvelden van de gemeenten. Het park dient ook als locatie voor een aantal evenementen, waaronder Koekelare Leeft.

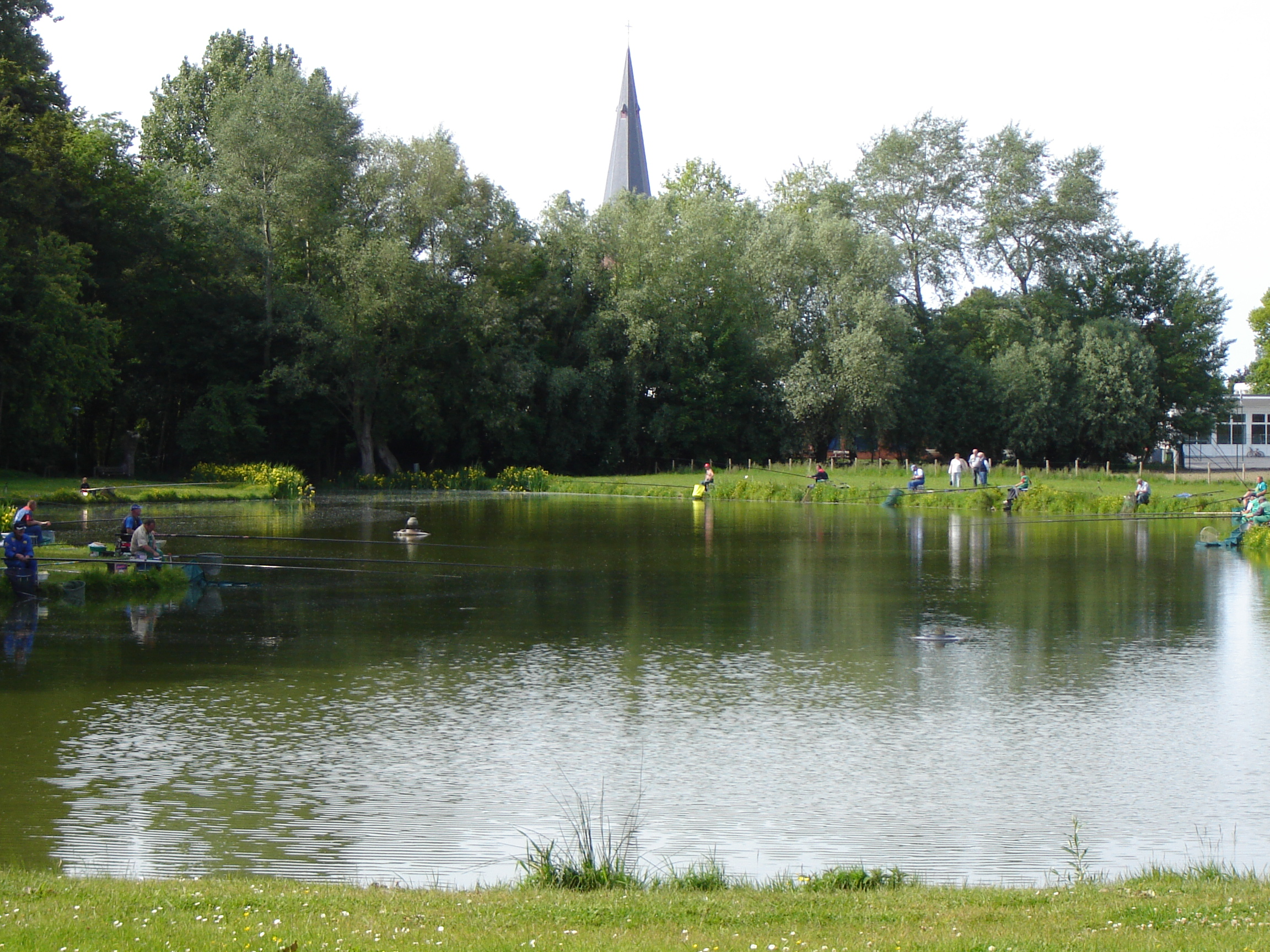
De visvijver bij de Mote, met op de achtergrond de Sint-Martinuskerk

### De Brouwerij
De brouwerij-mouterij Christiaen dateert van rond 1790 en bevindt zich op de hoek van het marktplein. Het industrieel complex 'Christiaen' heeft zijn huidig uitzicht gekregen omstreeks 1878. De mouttoren en de slanke schoorsteen domineren hoofdzakelijk het uitzicht van deze brouwerij. De brouwerij was werkzaam tot 1968 en behoorde eertijds tot de grootste werkverschaffers in Koekelare. Er wordt niet meer gebrouwen in de brouwerij, maar het bier Couckelaerschen Doedel herinnert aan vroeger.
De brouwerij Christiaen werd door de gemeente in 1985 aangekocht en volledig gerestaureerd. In september 1993 mocht het gemeentebestuur de prijs "Vlaams Monument 1993" in ontvangst nemen voor de renovatie van de brouwerij-mouterij Christiaen. In de ast is de Käthe Kollwitz-toren ingericht. Een 70-tal grafische werken van de vermaarde Duitse kunstenares van "Het Treurend Ouderpaar" op het Duits kerkhof van Vladslo, zijn er permanent aanwezig. De stookplaats van weleer is omgebouwd tot Yves Rhayé-kamer, een hommage aan een hedendaagse beeldhouwer en kunstschilder. Een groot deel van het gebouw doet nu dienst als gemeentelijke openbare bibliotheek. Verder is er ook een restaurant in de brouwerij gevestigd en zijn er vergaderzalen in beschikbaar. In de oude paardenstallen van de brouwerij werd het "Museum van de Fransmans" ondergebracht.

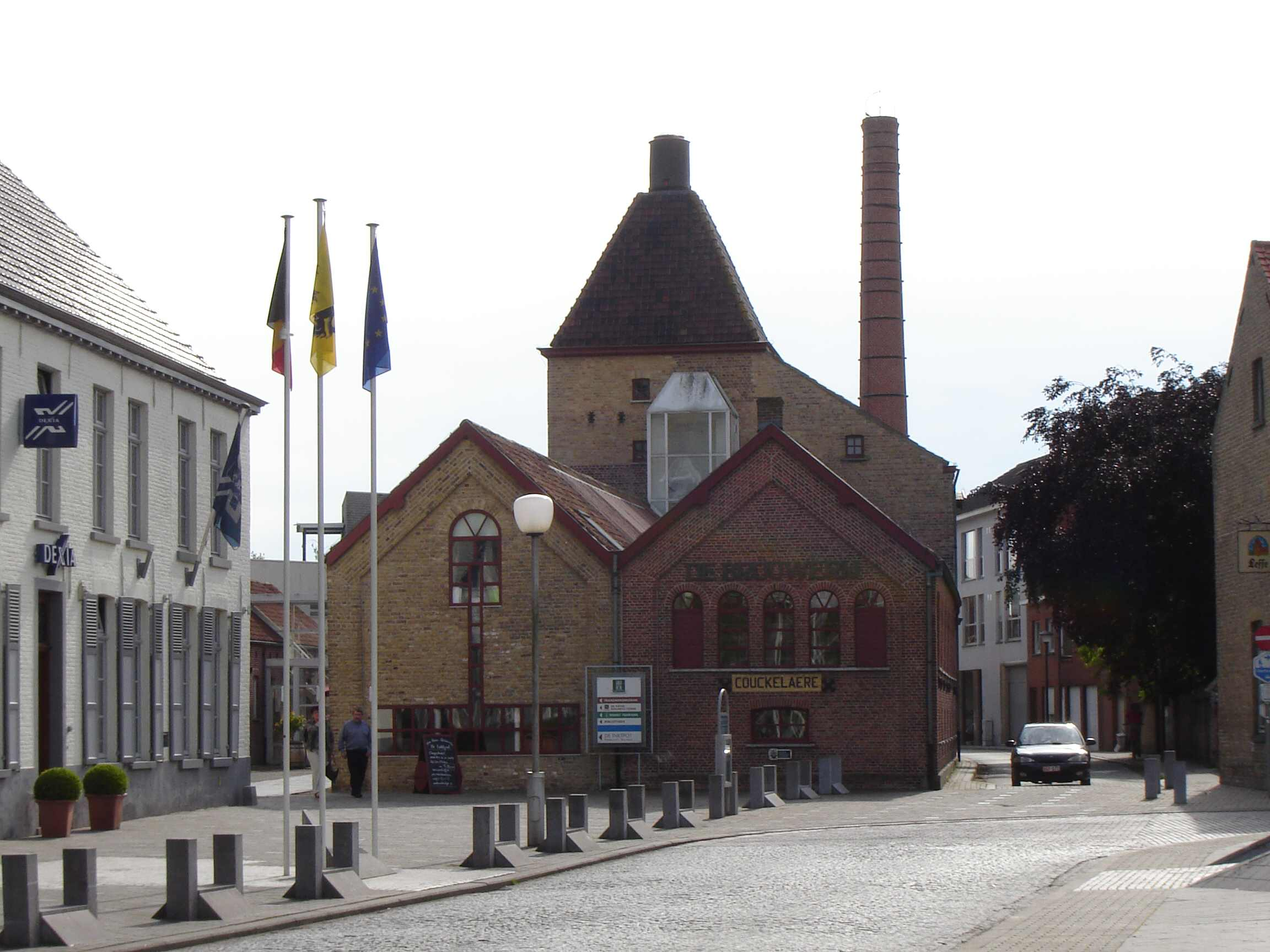
De brouwerij, gezien vanaf de markt

### Site Lange Max
Na Wereldoorlog I werd Lange Max een belangrijke toeristische attractie in Koekelare. Het was een reusachtig kanon, dat door de Duitsers geïnstalleerd was met de bedoeling Duinkerke plat te leggen. De site werd druk bezocht door Belgen en buitenlanders. In de Tweede Wereldoorlog werd Lange Max in 1942  voor het metaal weggehaald door de Duitsers. Vandaag is site Lange Max nog steeds een toeristische attractie waarbij voornamelijk het Lange Max Museum en de geschutsbedding van het kanon een belangrijke rol in spelen. Ook is er ander beschermd erfgoed te zien en er het Muziekmuseum De Harmonie gevestigd.

### Sala Thai
Onder impuls van onder andere lokaal politicus Walther Holvoet kreeg Koekelare banden met Thailand. Op het Fransmansplein is een elektriciteitscabine aangekleed als Thais tempeltje en staat bekend als Sala Thai. Er bevindt zich in de Galgestraat een Vlaams-Thais Informatie- en Ontmoetingscentrum met er achter een Oosterse Tuin. In het Oosthofpark staat een Thais kunstwerk Kinaree.

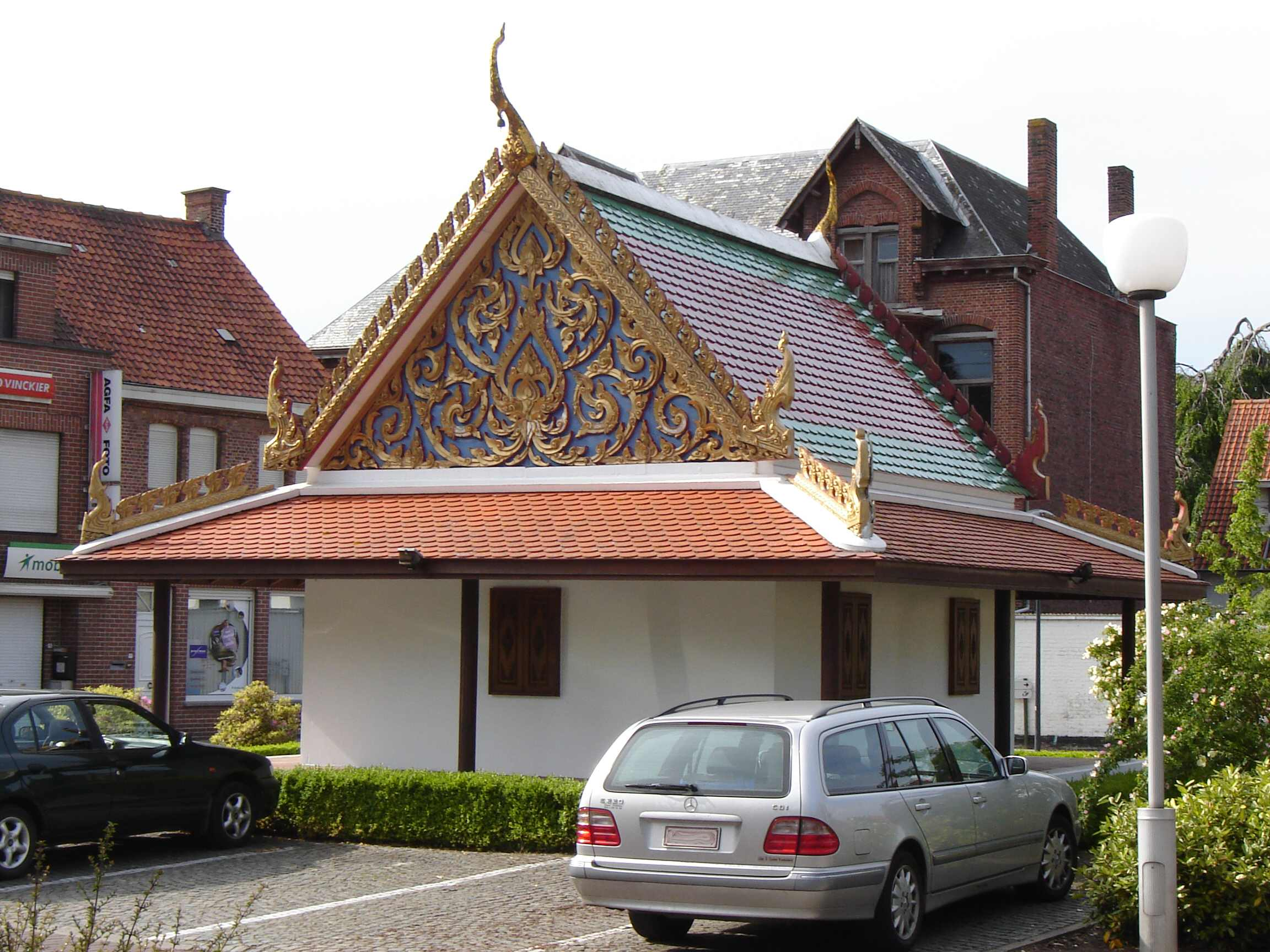
De Sala Thai op het Fransmansplein

### Sint-Martinuskerk
De huidige Sint-Martinuskerk dateert van het einde van de 19de, begin van de 20ste eeuw.

### De Hovaeremolen
De Hovaeremolen is een stenen bergmolen, die na de Eerste Wereldoorlog werd gebouwd ter vervanging van een stukgeschoten oude staakmolen.

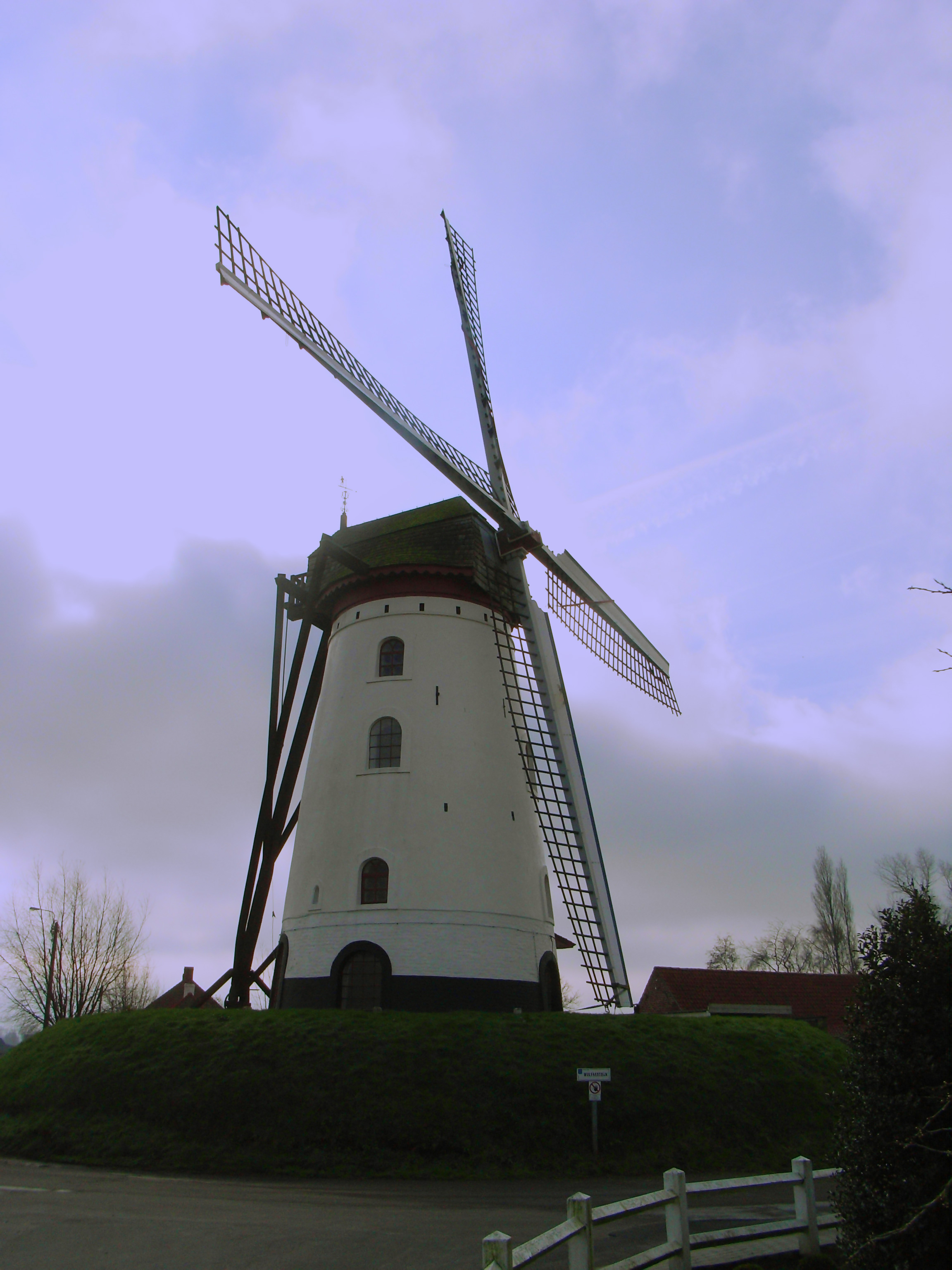
Hovaeremolen

## Natuur en landschap
Koekelare ligt in Zandlemig Vlaanderen. De kom ligt op een hoogte van ongeveer 15 meter, maar de hoogte in de omgeving varieert van 5-47 meter. De hoogste delen vindt men in het zuidoosten, waar zich de steilrand naar het Plateau van Wijnendale bevindt. Daar ligt de Koekelareberg, welke ongeveer 47 meter hoog is. Een aantal beken (Kolvebeek en Plaatsebeek) wateren in zuidwestelijke richting af op de Handzamevaart.
Koekelare is gekend om het Arboretum van Koekelare, waar de welbekende Koekelareden staat.

## Demografie

### Demografische ontwikkeling voor de fusie
Bronnen:NIS, www.westhoek.be en Gemeente Koekelare - Opm:1831 t/m 1970=volkstellingen

### Demografische ontwikkeling van de fusiegemeente
Alle historische gegevens hebben betrekking op de huidige gemeente, inclusief deelgemeenten, zoals ontstaan na de fusie van 1 januari 1971.
- Bronnen:NIS, Opm:1831 tot en met 1981=volkstellingen; 1990 en later= inwonertal op 1 januari

| Inwoners van jaar tot jaar op 1 januari 1992 tot heden | Inwoners van jaar tot jaar op 1 januari 1992 tot heden | Inwoners van jaar tot jaar op 1 januari 1992 tot heden |
| jaar                                                   | Aantal                                                 | Evolutie: 1992=index 100                               |
| ------------------------------------------------------ | ------------------------------------------------------ | ------------------------------------------------------ |
| 1992                                                   | 7.883                                                  | 100,0                                                  |
| 1993                                                   | 7.883                                                  | 100,0                                                  |
| 1994                                                   | 7.955                                                  | 100,9                                                  |
| 1995                                                   | 8.006                                                  | 101,6                                                  |
| 1996                                                   | 8.030                                                  | 101,9                                                  |
| 1997                                                   | 8.070                                                  | 102,4                                                  |
| 1998                                                   | 8.158                                                  | 103,5                                                  |
| 1999                                                   | 8.197                                                  | 104,0                                                  |
| 2000                                                   | 8.154                                                  | 103,4                                                  |
| 2001                                                   | 8.147                                                  | 103,3                                                  |
| 2002                                                   | 8.168                                                  | 103,6                                                  |
| 2003                                                   | 8.219                                                  | 104,3                                                  |
| 2004                                                   | 8.217                                                  | 104,2                                                  |
| 2005                                                   | 8.254                                                  | 104,7                                                  |
| 2006                                                   | 8.291                                                  | 105,2                                                  |
| 2007                                                   | 8.325                                                  | 105,6                                                  |
| 2008                                                   | 8.344                                                  | 105,8                                                  |
| 2009                                                   | 8.357                                                  | 106,0                                                  |
| 2010                                                   | 8.423                                                  | 106,9                                                  |
| 2011                                                   | 8.460                                                  | 107,3                                                  |
| 2012                                                   | 8.535                                                  | 108,3                                                  |
| 2013                                                   | 8.580                                                  | 108,8                                                  |
| 2014                                                   | 8.664                                                  | 109,9                                                  |
| 2015                                                   | 8.705                                                  | 110,4                                                  |
| 2016                                                   | 8.750                                                  | 111,0                                                  |
| 2017                                                   | 8.733                                                  | 110,8                                                  |
| 2018                                                   | 8.784                                                  | 111,4                                                  |
| 2019                                                   | 8.777                                                  | 111,3                                                  |
| 2020                                                   | 8.760                                                  | 111,1                                                  |
| 2021                                                   | 8.745                                                  | 110,9                                                  |
| 2022                                                   | 8.769                                                  | 111,2                                                  |
| 2023                                                   | 8.870                                                  | 112,5                                                  |
| 2024                                                   | 8.827                                                  | 112,0                                                  |
| 2025                                                   | 8.801                                                  | 111,6                                                  |

## Verkeer
Het dorpscentrum van Koekelare zelf is een centrale kern, van waaruit verschillende wegen uitstralen naar de buurgemeentes. De belangrijkste zijn de Ichtegemstraat, de Kortemarkstraat, de Eernegemstraat, de Moerestraat die vanuit het centrum rechtstreeks naar de gelijknamige gemeentes lopen. De Zandestraat loopt vanuit de hoofdgemeente naar de kleine landelijke deelgemeente Zande, en verbindt de gemeente verder met De Polders en de kust. De grootste verkeersader door de gemeente is echter de Provinciebaan N363 die dateert uit de tijd van de Oostenrijkse Nederlanden. Deze kaarsrechte weg door het zuiden van de gemeente zorgt voor een verbinding naar de steden Diksmuide en vooral Torhout, van waaruit men de rest van het binnenland kan bereiken via de snelweg A17.

## Politiek

### Structuur
| Koekelare        | Koekelare        | Supranationaal         | Nationaal                         | Nationaal                         | Gemeenschap               | Gewest                    | Provincie                 | Arrondissement            | Provinciedistrict | Kanton          | Gemeente        |
| ---------------- | ---------------- | ---------------------- | --------------------------------- | --------------------------------- | ------------------------- | ------------------------- | ------------------------- | ------------------------- | ----------------- | --------------- | --------------- |
| Administratief   | Niveau           | Europese Unie          | België                            | België                            | Vlaanderen                | Vlaanderen                | West-Vlaanderen           | Diksmuide                 | Diksmuide         | Diksmuide       | Koekelare       |
| Administratief   | Bestuur          | Europese Commissie     | Belgische regering                | Belgische regering                | Vlaamse regering          | Vlaamse regering          | Deputatie                 | Deputatie                 | Deputatie         | Deputatie       | Gemeentebestuur |
| Administratief   | Raad             | Europees Parlement     | Kamer van volksvertegenwoordigers | Kamer van volksvertegenwoordigers | Vlaams Parlement          | Vlaams Parlement          | Provincieraad             | Provincieraad             | Provincieraad     | Provincieraad   | Gemeenteraad    |
| Kiesomschrijving | Kiesomschrijving | Nederlands Kiescollege | Kieskring West-Vlaanderen         | Kieskring West-Vlaanderen         | Kieskring West-Vlaanderen | Kieskring West-Vlaanderen | Kieskring West-Vlaanderen | Oostende-Veurne-Diksmuide | Veurne-Diksmuide  | Diksmuide       | Koekelare       |
| Verkiezing       | Verkiezing       | Europese               | Federale                          | Federale                          | Vlaamse                   | Vlaamse                   | Provincieraads-           | Provincieraads-           | Provincieraads-   | Provincieraads- | Gemeenteraads-  |

### Burgemeesters
- 1800-1805 : Pieter Mergaert
- 1805-1813 : -
- 1813-1816 : Pieter Mergaert
- 1816-1825 : Frans Maertens
- 1825-1836 : Ferdinandus Benedictus Proot
- 1836-1872 : Robert De Snick
- 1872-1877 : Gustaaf De Snick
- 1881-1904 : Charles-Louis Pollentier
- 1904-1912 : René Vervaeke
- 1912-1926 : Henri Proot
- 1927-1932 : Maurice Logier
- 1933-1934 : Henri Proot
- 1935-1943 : August Jonckheere
- 1943-1945 : Remi Volcke[5]
- 1947-1954 : René Beernaert (CVP)
- 1954-1970 : Etienne Lootens (Katholieke Lijst)
- 1971-1972 : Polydore Holvoet
- 1972-1976 : Désiré Robbelein (Gemeentebelangen)
- 1977-1986 : Lodewijk Jonckheere (Katholieke Eenheidslijst, CVP)
- 1986-1993 : Gabriël Van Der Cruyssen (Center, Nieuw Center)
- 1993-1994 : Walther Holvoet (Nieuw Center)
- 1995-heden : Patrick Lansens (SP, SP.a, Vooruit)

#### Bestuur 2013-2018
Burgemeester blijft Patrick Lansens (sp.a). Hij leidt een coalitie bestaande uit sp.a en N-VA. Samen vormen ze de meerderheid met 10 op 19 zetels.

#### Bestuur 2019-2024
Burgemeester blijft Patrick Lansens (sp.a). Hij leidt een coalitie bestaande uit sp.a en Open-Vld. Samen vormen ze de meerderheid met 13 op 19 zetels.

#### Bestuur 2025-2030
Burgemeester blijft Patrick Lansens (Vooruit). Hij leidt een coalitie bestaande uit Vooruit en VOOR Koekelare. Samen vormen ze de meerderheid met 12 op 19 zetels.

### Resultaten gemeenteraadsverkiezingen sinds 1976
| Partij               | Partij                                         | 10-10-1976 | 10-10-1976 | 10-10-1982 | 10-10-1982 | 9-10-1988 | 9-10-1988 | 9-10-1994 | 9-10-1994 | 8-10-2000 | 8-10-2000 | 8-10-2006 | 8-10-2006 | 14-10-2012 | 14-10-2012 | 14-10-2018 | 14-10-2018 | 13-10-2024 | 13-10-2024 |
| Stemmen / Zetels     | Stemmen / Zetels                               | %          | 19         | %          | 19         | %         | 19        | %         | 19        | %         | 19        | %         | 19        | %          | 19         | %          | 19         | %          | 19         |
| -------------------- | ---------------------------------------------- | ---------- | ---------- | ---------- | ---------- | --------- | --------- | --------- | --------- | --------- | --------- | --------- | --------- | ---------- | ---------- | ---------- | ---------- | ---------- | ---------- |
|                      | SP1 / sp.a2 / Vooruit3                         | 16,31      | 2          | 16,971     | 3          | 19,141    | 3         | 181       | 3         | 33,211    | 7         | 36,582    | 7         | 39,172     | 9          | 39,22      | 10         | 41,33      | 9          |
|                      | CENTER1/ NC2/ VLD3/ Open Vld4/ VOOR Koekelare5 | 36,98      | 7          | 19,33      | 4          | 39,772    | 9         | 38,943    | 9         | 37,213    | 8         | 28,453    | 6         | 25,14      | 5          | 16,94      | 3          | 19,15      | 3          |
|                      | Open Liberaal1 / team8640B                     | -          |            | -          |            | -         |           | -         |           | -         |           | -         |           | -          |            | 7,01       | 0          | 31,6B      | 6          |
|                      | Jonckheere1/ CVP2/ CVP-VUA / CD&V3/ team8640B  | 46,731     | 10         | 31,752     | 7          | 34,362    | 7         | 24,78A    | 5         | 19,782    | 4         | 28,453    | 6         | 22,873     | 4          | 23,03      | 5          | 31,6B      | 6          |
|                      | VU1 / CVP-VUA / VU&ID2 / N-VA3                 | -          |            | 7,351      | 0          | 6,731     | 0         | 24,78A    | 5         | 4,392     | 0         | -         |           | 7,863      | 1          | 10,03      | 1          | -          |            |
|                      | Vlaams Belang                                  | -          |            | -          |            | -         |           | -         |           | -         |           | -         |           | -          |            | -          |            | 8,0        | 1          |
|                      | Koekelare Vooruit                              | -          |            | -          |            | -         |           | -         |           | -         |           | -         |           | -          |            | 3,9        | 0          | -          |            |
|                      | Opbouw Koekelare1 / OK-Groen Koekelare2        | -          |            | -          |            | -         |           | -         |           | -         |           | 6,521     | 0         | 5,02       | 0          | -          |            | -          |            |
|                      | DOEN                                           | -          |            | -          |            | -         |           | 11,45     | 2         | 5,4       | 0         | -         |           | -          |            | -          |            | -          |            |
|                      | NK                                             | -          |            | 24,6       | 5          | -         |           | -         |           | -         |           | -         |           | -          |            | -          |            | -          |            |
| Anderen(*)           | Anderen(*)                                     | -          |            | -          |            | -         |           | 6,82      | 0         | -         |           | -         |           | -          |            | -          |            | -          |            |
| Totaal stemmen       | Totaal stemmen                                 | 5343       | 5343       | 5602       | 5602       | 5743      | 5743      | 5945      | 5945      | 6125      | 6125      | 6500      | 6500      | 6556       | 6556       | 6627       | 6627       | 4839       | 4839       |
| Opkomst %            | Opkomst %                                      |            |            |            |            | 97,89     | 97,89     | 96,29     | 96,29     | 96,4      | 96,4      | 97,15     | 97,15     | 94,58      | 94,58      | 95,0       | 95,0       | 69,0       | 69,0       |
| Blanco en ongeldig % | Blanco en ongeldig %                           | 2,26       | 2,26       | 4,07       | 4,07       | 3,73      | 3,73      | 4,24      | 4,24      | 3,61      | 3,61      | 4,02      | 4,02      | 3,55       | 3,55       | 3,8        | 3,8        | 1,2        | 1,2        |

De zetels van de gevormde meerderheid staan vetjes afgedrukt. De grootste partij is in kleur.

De rode cijfers naast de gegevens duiden aan onder welke naam de partijen telkens bij een verkiezing opkwamen.

(*) 1994: NIEUW

## Sport
Voetbalclub Stormvogels Koekelare en VK Koekelare zijn aangesloten bij de KBVB en er actief in de provinciale reeksen.

## Bekende Koekelarenaren
- Karel De Gheldere (1839-1913), arts en dichter
- Charles Dumolin (1952- ), kunstenaar, producer en muzikant bij Demsey & Dover en Lester & Denwood[9]
- Pieter Lansens (1801-1879), auteur en onderwijzer
- Noël Steen (1953-), concertorganisator
- Jules Vanhevel (1895-1969), wielrenner
- Lien Willaert (1976-), regisseur en presentatrice
- Westvlams Gemiengeld Vintekoor
- Raf Seys (1928-2012), heemkundige, schrijver en onderwijzer

## Nabijgelegen kernen
Ichtegem, Eernegem, Moere, De Mokker, Edewalle